# واشنطن جي. ماكورميك
واشنطن جي. ماكورميك هو محامي وسياسي أمريكي، ولد في 4 يناير 1884 في ميسولا في الولايات المتحدة، وتوفي بنفس المكان في 7 مارس 1949. نشط حزبياً في الحزب الجمهوري. وقد انتخب عضو مجلس نواب مونتانا ‏ وانتخب عضو مجلس النواب الأمريكي ‏.